# Ahmed al-Kubaisi
Ahmed al-Kubaisi (arabisch أحمد الكبيسي, DMG Aḥmad al-Kubaisī; * 1934 in al-Anbar, Irak) ist ein führender sunnitischer Gelehrter und Prediger. Er ist Vorsitzender der United Iraqi Patriotic Movement. Er ist der Gründer des Assoziation Muslimischer Geistlicher (Ulema Organization), Irak.
Er ist Leiter der Scharia-Studien an der Universität Bagdad.
2009 wurde er auf der Liste der 500 most influential Muslims von Georgetown Universitys Prinz-al-Walid-bin-Talal-Zentrum für muslimisch-christliche Verständigung und dem Royal Islamic Strategic Studies Centre von Jordanien gelistet.
Im Irak sprach er sich für die Institution eines islamischen Staates aus.
Seine Predigten aus der Staatsmoschee von Abu Dhabi werden weltweit übertragen.
Er war einer der 138 Unterzeichner des offenen Briefes Ein gemeinsames Wort zwischen Uns und Euch (engl. A Common Word Between Us & You), den Persönlichkeiten des Islam an „Führer christlicher Kirchen überall“ (engl. „Leaders of Christian Churches, everywhere …“) sandten (13. Oktober 2007).